# محافظة كانتشانابوري
محافظة كانتشانابوري (بالتايلاندية:กาญจนบุรี) و(بالإنكليزية:Kanchanaburi) هيَ واحدة من محافظات تايلاند الخمس والسبعين، تجاور محافظات تاك وباثوم ثاني وسوفانبوري وناخون باتوم وراتشابوري ومن الغرب بورما.

## الجغرافيا
تقع في غرب تايلاتد علي بعد 129 كيلومتر من بانكوك وتغطي مساحة 19483 كيلومتر مربع وتعتبر ثالث أكبر محافظة بعد ناخون راتشاسيما ومحافظة تشيانغ مي تتميز بغاباتها والحدائق الوطنية.

## التقسيمات الادارية
تنقسم المحافظة الي 13 مقاطعة و 98 بلدية و 887 قرية
| 1. موانج كانتشانابوري 2. ساي يوك 3. بو فلوي 4. ساي سوات 5. تا ماكا 6. تا موانج 7. ثونغ فا فوم | 1. بوري سانكهلا 2. تم ثوان 3. لاو خوان 4. دان ماكها تا 5. نونغ بري 6. هواي كراكو |

## التاريخ
لا يذكر التاريخ محافظة كانتشانابوري كثيرا قبل عهد الملك راما الاول ولكن يعتد بعض المؤرخين انها لعبت دورا استراتجي في عهد مملكة أيوتايا، وفي عهد راما الأول أصبحت المحافظة نقطة إستراتيجية في عن أراضي الدولة.

### سكك الموت الحديدة
خلال الاحتلال الياباني في عام 1942 اجبر الجيش الياباني العدد من اسري الحرب علي العمل علي إنشاء جزء من خط سكك حديدة يربط بين بورما وتايلاند بطول 415 كم وتوفي ما يقارب 100,000 (16,000 من الحلفاء اسري و 90,000 من المحللين) بسبب الأعمال الثقيلة كانت تتم يدويا إما باليد أو بواسطة الفيل ولاقي الآلاف حتفهم بسبب النظام الغذائي القاسي الذي جعلهم يموتون جوعا وكذلك وحشية نظام الاسر حيث كانوا يعملون من الفجر حتى حلول الظلام، كان الجسر هدفا لغارات قصف من قبل الحلفاء خلال الحرب العالمية الثانية وتم إعادة البناء بعد انتهاء الحرب.

### جسر نهر كواي

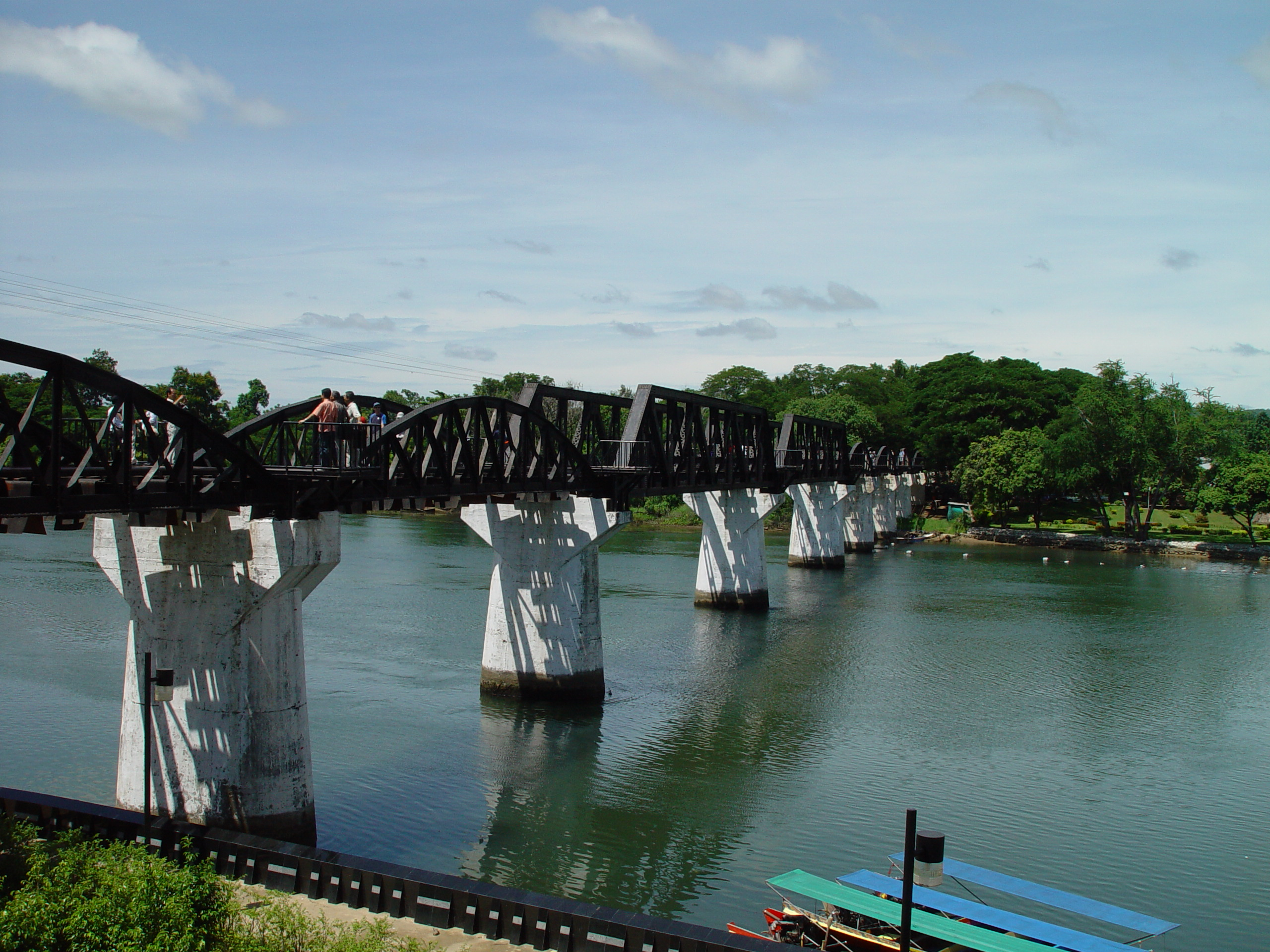
جسر نهر كواي

تناول فيلم جسر على نهر كواي (فيلم) (بالإنكليزية:The Bridge on the River Kwai) الحائز علي العديد من جوائز اوسكار وتدور احداث الفلم علي عملية بناء جزء من الخط وهو جسر نهر كواي الواقع في كانتشانابوري والذي يعتبر حاليا من المزارات السياحية الهامة في المحافظة.